# نايف كريري
نايف محمد كريري، لاعب كرة قدم سعودي في الظهير الأيمن.

## مسيرة اللاعب
لعب سابقاً في نادي حطين ونادي الهلال في الفئات السنية و لعب بعدها مع نادي الفيحاء ونادي أحد ونادي الوحدة والنادي الأهلي.

## روابط خارجية
- نايف كريري على موقع Soccerway.com (الإنجليزية)
- نايف كريري على موقع كووورة